# Ethan Laird
Ethan Benjamin Laird (Basingstoke, 5 augustus 2001) is een Engels voetballer die doorstroomde uit de jeugdopleiding van Manchester United. Laird is een verdediger.

## Carrière
Laird is een jeugdproduct van Manchester United. Op 28 november 2019 maakte hij zijn officiële debuut in het eerste elftal van de club: in de Europa League-wedstrijd tegen FC Astana kreeg hij een basisplaats. Ook op de laatste speeldag van de groepsfase kwam hij in actie: in de 4-0-zege tegen AZ mocht hij in de 68e minuut invallen voor Ashley Young.

## Clubstatistieken
| Seizoen     | Club              | Competitie     | Competitie | Competitie | Competitie | Beker | Beker | Beker | Europa | Europa | Europa | Totaal | Totaal | Totaal |
| Seizoen     | Club              | Competitie     | Wed.       | Dlp.       | Ass.       | Wed.  | Dlp.  | Ass.  | Wed.   | Dlp.   | Ass.   | Wed.   | Dlp.   | Ass.   |
| ----------- | ----------------- | -------------- | ---------- | ---------- | ---------- | ----- | ----- | ----- | ------ | ------ | ------ | ------ | ------ | ------ |
| 2019/20     | Manchester United | Premier League | 0          | 0          | 0          | 0     | 0     | 0     | 2      | 0      | 0      | 2      | 0      | 0      |
| Club Totaal | Club Totaal       | Club Totaal    | 0          | 0          | 0          | 0     | 0     | 0     | 2      | 0      | 0      | 2      | 0      | 0      |
| 2020/21     | → MK Dons         | League One     | 24         | 0          | 4          | 1     | 0     | 0     | —      | —      | —      | 25     | 0      | 4      |
| Club Totaal | Club Totaal       | Club Totaal    | 24         | 0          | 4          | 1     | 0     | 0     | 0      | 0      | 0      | 25     | 0      | 4      |
| 2021/22     | → Swansea City    | Championship   | 20         | 0          | 3          | 1     | 0     | 1     | —      | —      | —      | 21     | 0      | 4      |
| Club Totaal | Club Totaal       | Club Totaal    | 20         | 0          | 3          | 1     | 0     | 1     | 0      | 0      | 0      | 21     | 0      | 4      |
| 2021/22     | → Bournemouth     | Championship   | 6          | 0          | 0          | 0     | 0     | 0     | —      | —      | —      | 6      | 0      | 0      |
| Club Totaal | Club Totaal       | Club Totaal    | 6          | 0          | 0          | 0     | 0     | 0     | 0      | 0      | 0      | 6      | 0      | 0      |
| 2022/23     | → QPR             | Championship   | 12         | 1          | 2          | 0     | 0     | 0     | —      | —      | —      | 12     | 1      | 2      |
| Club Totaal | Club Totaal       | Club Totaal    | 12         | 1          | 2          | 0     | 0     | 0     | 0      | 0      | 0      | 12     | 1      | 2      |
| TOTAAL      | TOTAAL            | TOTAAL         | 62         | 1          | 9          | 2     | 0     | 1     | 2      | 0      | 0      | 66     | 1      | 10     |

Bijgewerkt op 25 november 2020.
2 Laird ·
3 Buchanan ·
4 Klarer ·
5 Sanderson ·
6 Bielik  ·
7 Hansson ·
9 May ·
10 Jutkiewicz ·
11 Wright ·
12 Leonard ·
13 Paik ·
14 Anderson ·
15 Chang ·
17 Dykes ·
18 Willumsson ·
19 Gardner-Hickman ·
20 Cochrane ·
21 Allsop ·
23 Sampsted ·
24 Iwata ·
25 B. Davies ·
26 Harris ·
27 Khela ·
28 Stansfield ·
33 Yokoyama ·
45 Peacock-Farrell ·
48 Mayo ·
Coach: C. Davies
· Assistent-coach: Petty
· Assistent-coach: Gardiner
· Assistent-coach: Huddlestone